# Eckerö Line
Eckerö Line – финская судоходная компания, образованная, первоначально под названием Эстонские линии (фин. Eestin Linjat), а затем получившая название острова Эккерё на Аландах, в 1994 г. как дочернее предприятие основанной 2 марта 1961 г. для развития судоходства между Швецией, Финляндией и Аландскими островами материнской компании Rederaktiebolaget Eckerö, в которую помимо Eckerö Line входят также Eckerö Linjen и Ålandresor, William Buss, Birka Line и Birka Cargo. Сферой деятельности Eckerö Line является организация паромного сообщения между Хельсинки и Таллином, где Eckerö Line открыла линию 26 августа 1994, почти ровно за один месяц до крушения парома Estonia эстонско-шведской (первоначально советско-шведское совместное предприятие) Estline, окончательно обанкротившейся в 2001 г.
В июне 2011 г. судоходная компания Eckerö Line обслужила на линии Таллинн-Хельсинки 310 005 пассажиров, что является рекордом предприятия за все времена и составляет примерно 30 процентов рынка перевозок.

## Конкуренты и оборот
- Tallink - крупнейший паромный оператор на Балтике  (Эстония). Оборот 944 млн евро (2012)
- Viking Line - паромный оператор на Балтике  (Аланды), Финляндия. Оборот 471 млн. евро (2008/2009)
- St. Peter Line - паромный оператор на Балтике  (Россия).
- Linda Line ( Эстония) - оператор двух скоростных судов: Karolin и Merilin на линии Таллин - Хельсинки.
- Ave Line ( Латвия) - небольшой паромный оператор, действующий на Балтийском море.

## Суда компании
| Название    | Изображение | Год постройки | Водоизмещение брт | Длина  | Годы в Eckerö Line | Верфь                                            | Флаг           | Статус / Состояние |
| Nordlandia  |             | 1981          | 21 473            | 153,40 | 1998-2013          | AG Weser Seebeckswerft, Бремерхафен              | Флаг Финляндии | в эксплуатации в компании с 7 января 1998 (Хельсинки – Таллин с 10 февраля 1998 г.)до июня 2013 года.Продан компании Isabella Cruise,переименован в Isabella 1. |
| Translandia |             | 1976          | 13 700            | 135,49 | 2004-2013          | J. J. Sietas Werft, Гамбург                      | Флаг Финляндии | в эксплуатации в компании с 18 мая 2004 г. Списан в 2014 году.                                                                                                  |
| Finlandia   |             | 2001          | 36 365            | 175,00 | 2012-              | Daewoo Shipbuilding & Heavy Machinery, Okpo-dong | Флаг Финляндии | в эксплуатации в компании с 31 декабря 2012 года |

## Фотогалерея

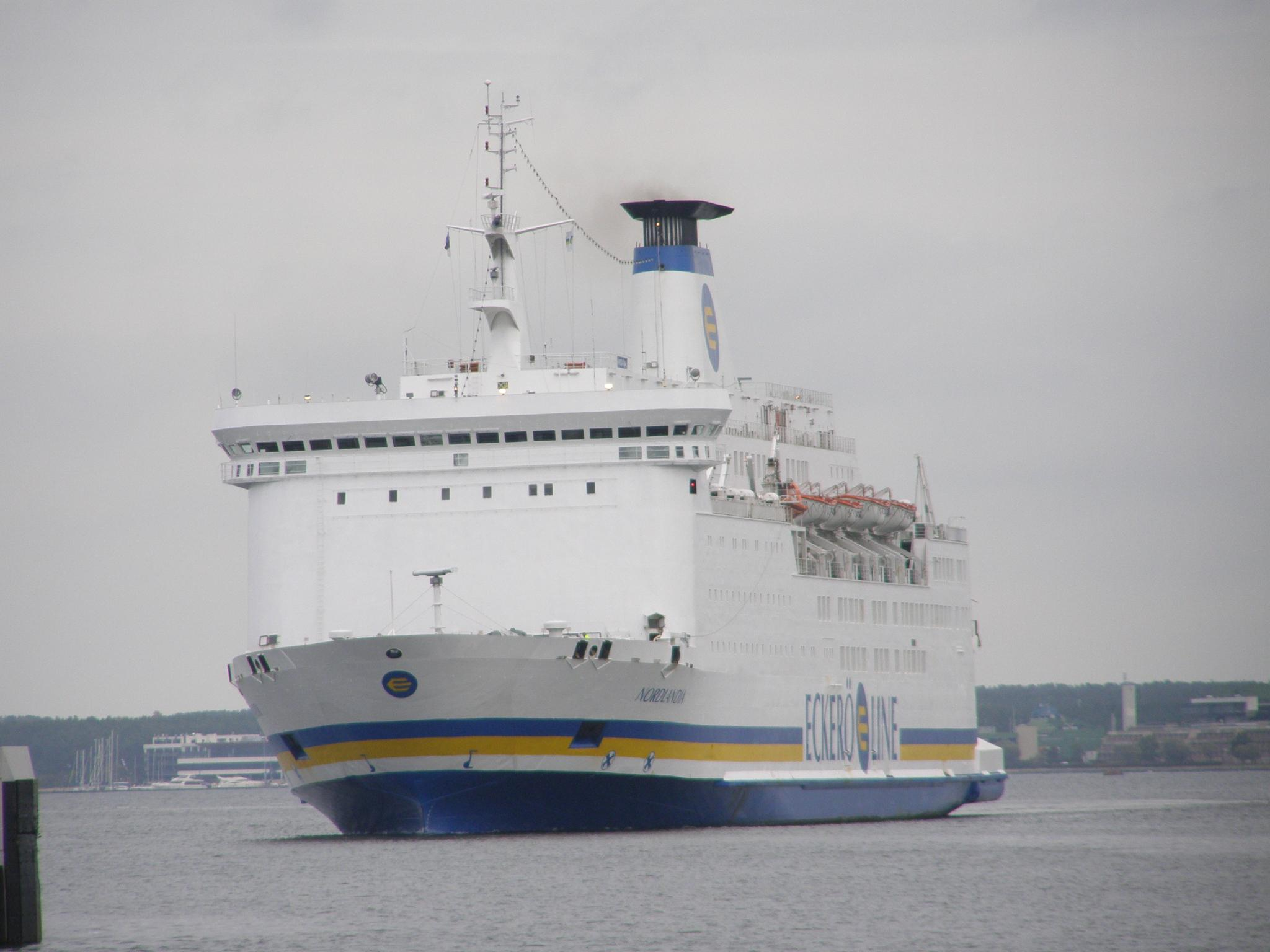
Nordlandia прибывает в Таллин
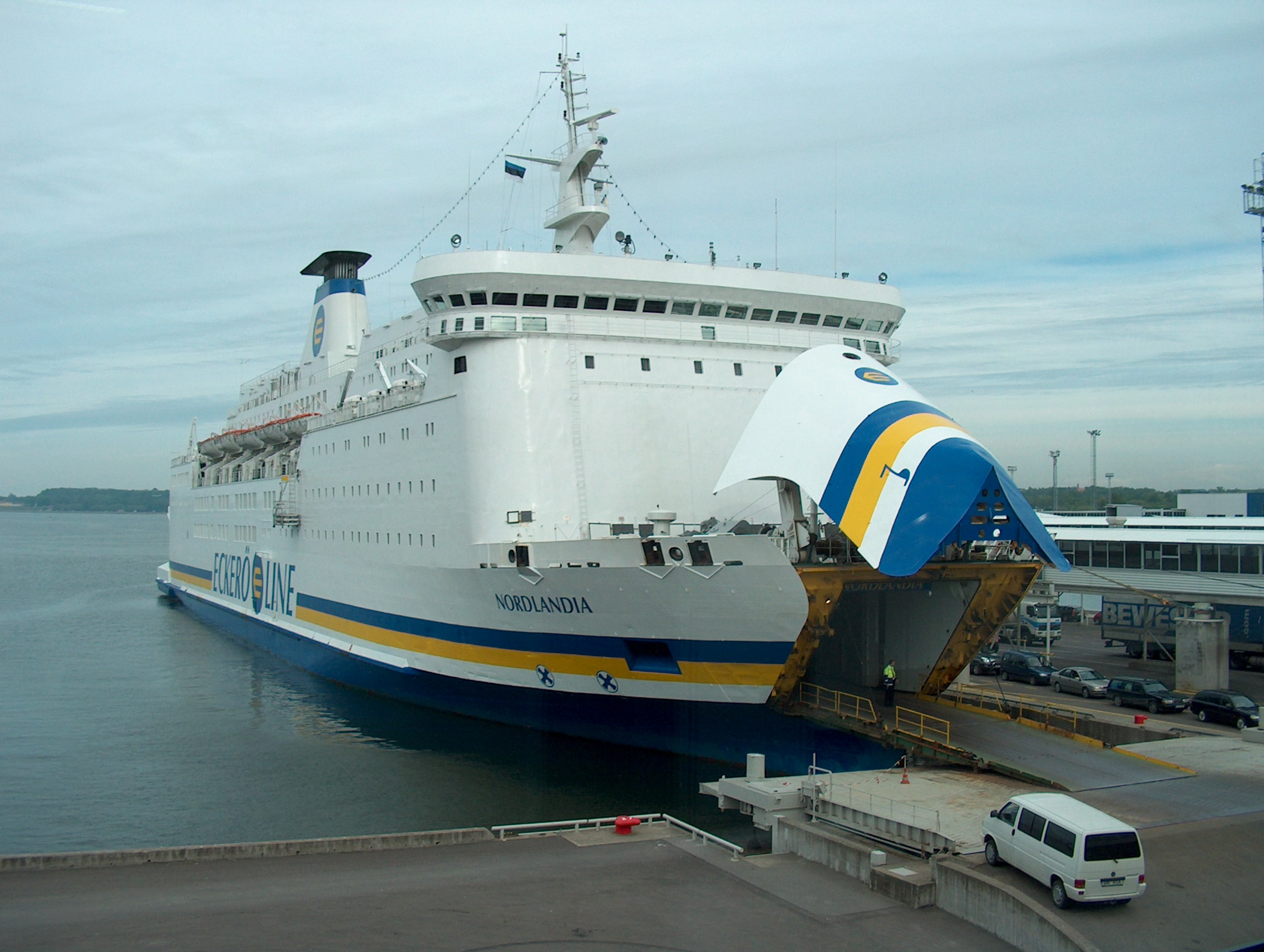
Nordlandia с поднятым визором
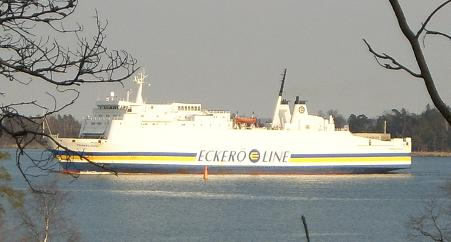
Translandia следует фарватером
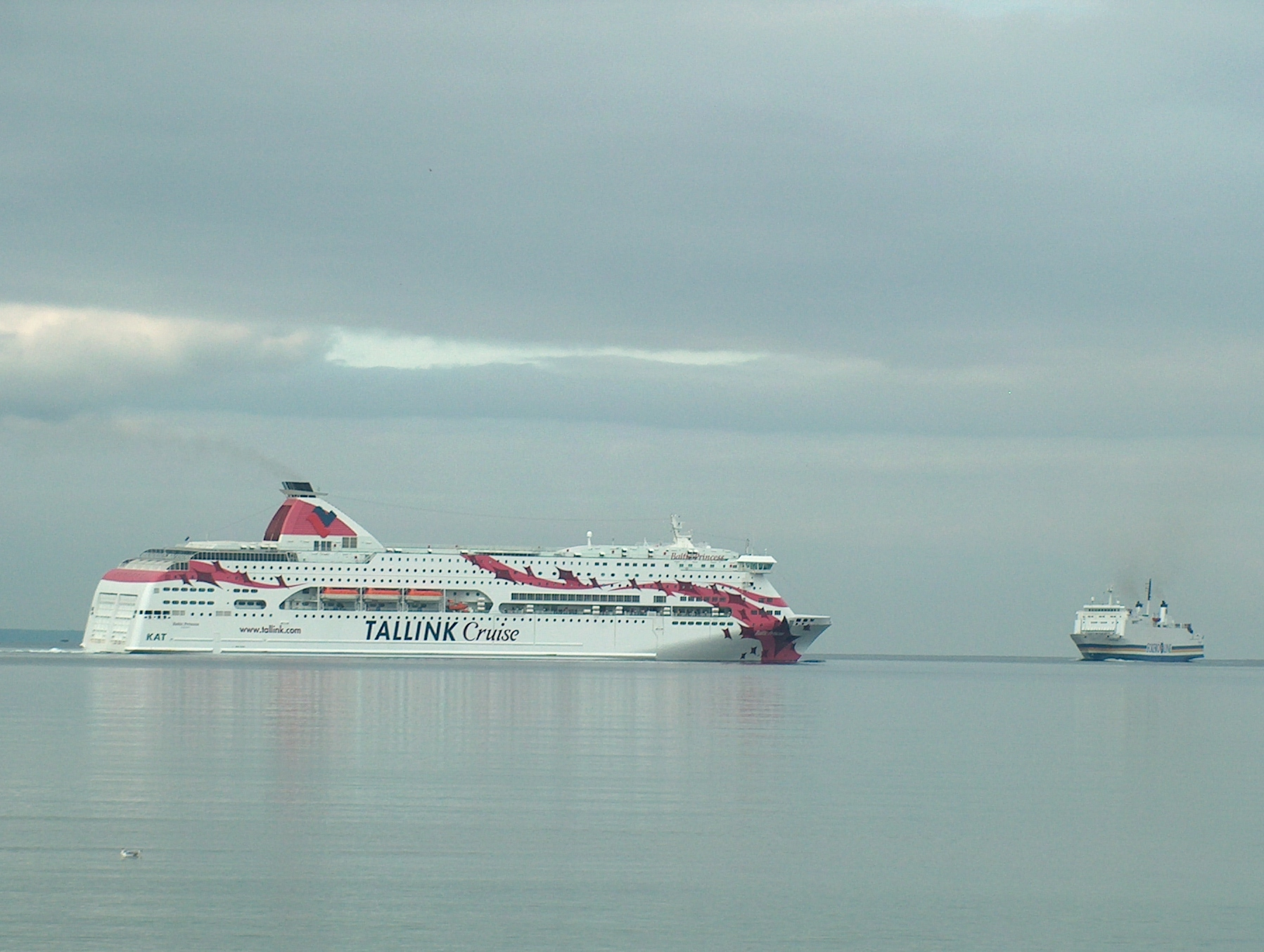
Встреча Baltic Princess и Translandia на линии Таллин - Хельсинки
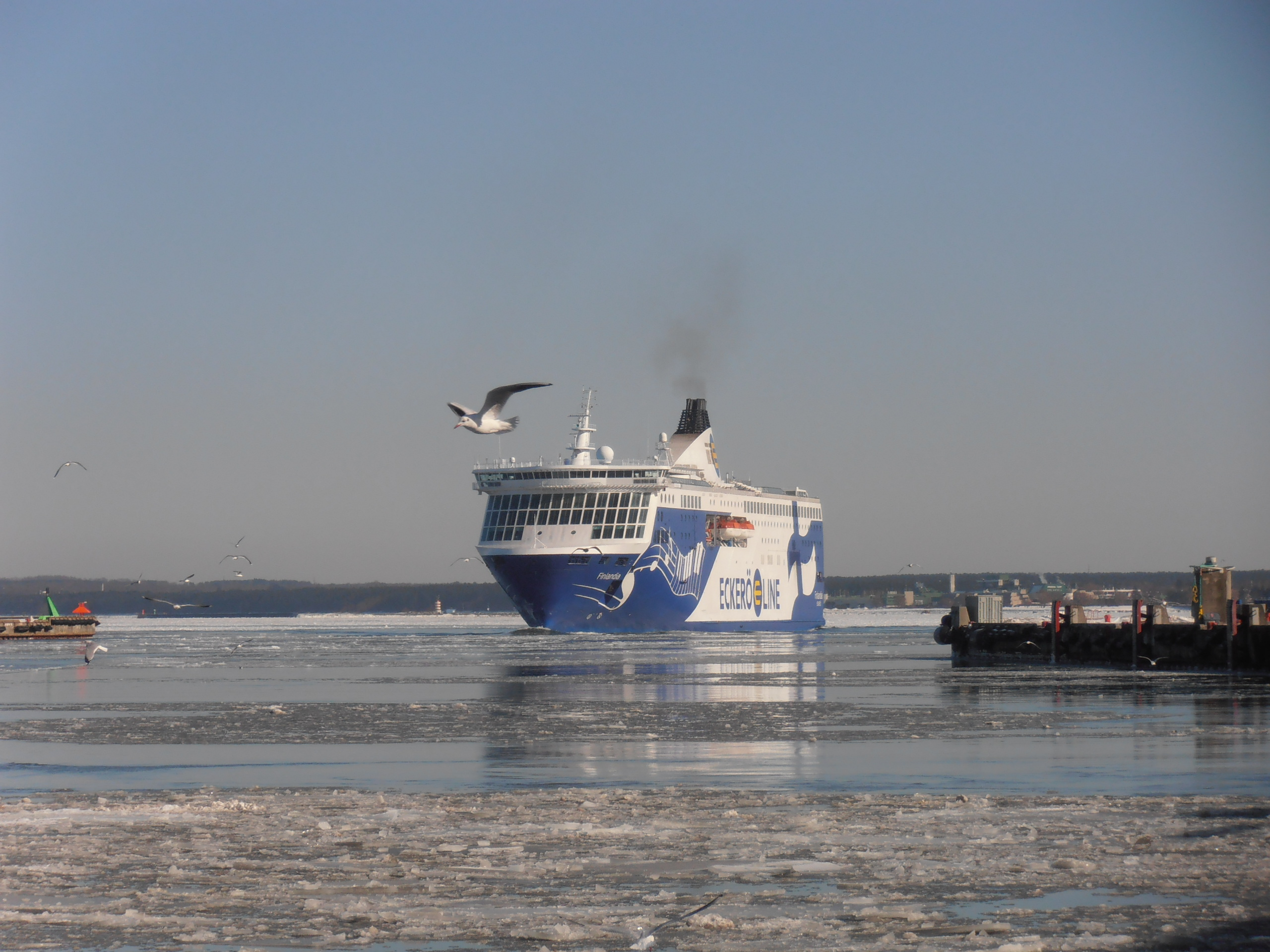
Finlandia входит в створ таллинского порта